# Tomy Dunster
Tomy Dunster é um apresentador de televisão e ator argentino, mais conhecido por atuar em telenovelas, como Rebelde Way e Desire, nas quais interpretou Luca Colucci e George Marston, respectivamente, e por apresentar o programa Versus.

## Filmografia

### Televisão
- 2013 - Aliados_(serie_de_televisión) como papa de Azul Medina
- 2010 - Casi Ángeles como Cristóbal Bauer (Adulto)
- 2010 - Los Exitosos Pérez como Gonzalo Amor
- 2009 - ER como Dr. Horta
- 2007 - Mientras Haya Vida como Alejandro Cervantes
- 2006 - Desire como George Marston
- 2004 - All My Children como Juan Pablo Renato Ruiz de Vasquez
- 2002 - Rebelde Way como Luca Colucci

### Cinema
- 2005 - Shadowboxer como Gerard